# Rio Sacraiú
O rio Sacraiú é um curso de água que banha o estado da Bahia, no Brasil. É um caudaloso rio que compõe a bacia do Paraguaçu. No seu percurso, banha alguns municípios até desembocar no rio Jacuípe. Possui alguns afluentes, pequenos rios temporários, riachos e também muitos cursos d’água, que o abastecem.